# 김국향 (다이빙 선수)
김국향(金國香, 1999년 4월 4일~)은 조선민주주의인민공화국의 다이빙 선수로, 2015년 세계 수영 선수권 대회 여자 10m 플랫폼에서 금메달을 획득했다.